# Follow Blind
| Críticas profissionais | Críticas profissionais |
| Avaliações da crítica  | Avaliações da crítica  |
| Fonte                  | Avaliação              |
| ---------------------- | ---------------------- |
| All Music              | [ 1 ]                  |

Follow Blind é o quinto álbum de estúdio da banda de punk rock Wipers, lançado em 1987 pela Restless Records. Foi gravado no 421 Sound em Portland, Orégon.

## Lista de faixas
Todas as faixas foram escritas por Greg Sage.
| N.º            | Título                | Duração |  |
| 1.             | "Follow Blind"        | 3:37    |  |
| 2.             | "Someplace Else"      | 2:51    |  |
| 3.             | "Any Time You Find"   | 4:28    |  |
| 4.             | "The Chill Remains"   | 3:30    |  |
| 5.             | "Let It Slide"        | 2:32    |  |
| 6.             | "Against the Wall"    | 3:07    |  |
| 7.             | "No Doubt About It"   | 2:31    |  |
| 8.             | "Don't Belong To You" | 2:26    |  |
| 9.             | "Losers Town"         | 3:00    |  |
| 10.            | "Coming Down"         | 2:12    |  |
| 11.            | "Next Time"           | 3:14    |  |
| Duração total: | Duração total:        | 30:36   |  |

## Créditos
- Greg Sage – vocais, guitarra, harpa
- Brad Davidson – baixo
- Steve Plouf – bateria

## Produção
- Greg Sage – produção, gravação
- David Wilds – arte da capa